# Panufnik in memoriam
Panufnik in memoriam – album poświęcony wybitnemu polskiemu kompozytorowi sir Andrzejowi Panufnikowi, w wykonaniu Orkiestry Symfonicznej Polskiej Filharmonii Bałtyckiej pod batutami Ernsta van Tiela i Łukasza Borowicza, z udziałem pianisty Pawła Kowalskiego i organisty Romana Peruckiego, wydany w ramach obchodów stulecia urodzin kompozytora pod koniec 2014 roku przez Polską Filharmonię Bałtycką im. Fryderyka Chopina w Gdańsku (nr kat. PFB 0081). Płyta została nominowana do Fryderyka 2016 w kategorii Album Roku – Muzyka Symfoniczna i Koncertująca.

## Lista utworów
- Koncert fortepianowy
  - I Entrata
  - II Largetto molto tranquilo
  - III Presto molto agitato
- Sinfonia Sacra
  - Vision I Maestoso
  - Vision II Largetto
  - Vision III Allegro sostenuto
  - Hymn Andante sostenuto
- Metasinfonia na organy, orkiestrę smyczkową i kotły (VII Symfonia)